# Joan Torras i Compte
Joan Torras i Compte (1953/54 - 14 d'abril de 2017) va ser un polític i empresari català. Va ser portaveu per Esquerra Republicana de Catalunya a l'Ajuntament d'Igualada entre 2003 i 2015 i líder de la secció local del partit. Durant el període 2007-2010 va ser conseller del Consell Comarcal de l'Anoia i entre 2011-2015 va ser tinent d'alcalde d'Igualada durant el mandat de Marc Castells. En l'àmbit privat estava vinculat al sector del tèxtil.